# حسين الأصنامي
حُسَيْن الأَصْنَامِيُّ (مواليد 1958) هو مغن جزائري.

## حياته ونشأته
ولد بالجزائر العاصمة يوم 1 نوفمبر 1958 بالقصبة. هو مطرب وملحن وموسيقار جزائري بدأ العمل الفني منذ 1982. كتب للمغني الشعبي عزيوز رايس أغنية (جات جات لعندي) ثم غنت له زكية محمد (الصحة والصوت)، ومحمد العماري (مون ألجيري) في 2005 والتونسية لطيفة العرفاوي فغنت له (مارينا).

## حياة شخصية
هو الابن الوحيد لعائلة تتكون من 6 بنات، وهو متزوج وأب لبنت.

## لغة الغناء
يجيد الغناء باللغات الثلاث: العربية الجزائرية، الفرنسية والإنجليزية.